# Буну, Яссин
Ясси́н Буну́ (араб. ياسين بونو‎; род. 5 апреля 1991, Монреаль, Квебек), также известный как Бо́но — марокканский футболист, вратарь саудовского клуба «Аль-Хиляль» и национальной сборной Марокко.

## Клубная карьера
Родился в Канаде, но переехал в Марокко в раннем возрасте. В восемь лет начал играть в футбол, присоединившись к клубу «Видад». В семнадцать лет перешёл во французскую «Ниццу», однако из-за бюрократических проблем вернулся в Марокко. В 2010 году был повышен до основной команды и стал резервистом Надира Ламьягри. Дебютировал за клуб в 2011 году в ответном матче финала Лиги чемпионов КАФ 2011 против «Эсперанса» в связи с травмой основного вратаря. «Эсперанс» выиграл этот матч со счётом 1:0 и завоевал трофей, а Яссин был признан игроком матча со стороны «Видада». После этого он провёл ещё 8 матчей за клуб до возвращения Ламьягри.
14 июня 2012 года перешёл в клуб чемпионата Испании «Атлетико Мадрид», став игроком резервной команды в Сегунде Б. Регулярно играл за дубль в третьем дивизионе и 31 мая 2013 года подписал новый контракт на четыре года. Летом 2014 года после ухода из «Атлетико» Тибо Куртуа и Даниэля Арансубии был повышен до основной команды.
Дебютировал в составе команды 24 июля 2014 года в товарищеском матче перед началом сезона против «Нумансии» (1:0). 1 сентября он был отдан в аренду на сезон в клуб второго дивизиона «Реал Сарагоса». Проиграв конкуренцию Оскару Уолли в первой части сезона, Яссин провёл первый матч в сезоне только 11 января. В этом матче «Сарагоса» проиграла «Лас-Пальмасу» со счётом 3:5, а по итогам сезона молодой вратарь провёл 16 матчей. После того, как в первом матче 1/2 финала плей-офф за выход в чемпионат Испании против «Жироны» неудачная игра Уолли привела к домашнему поражению со счётом 0:3, Буну заменил его во втором матче, в котором была одержана победа со счётом 4:1 и был оформлен выход в финал благодаря правилу гола на выезде. В финале плей-офф «Сарагоса» уступила «Лас-Пальмасу» по сумме двух матчей.
23 июля 2015 года Буну вернулся в арагонский клуб на правах аренды до конца сезона. 12 июля следующего года он подписал двухлетний контракт с другой командой второго дивизиона «Жирона». 26 августа 2016 года Яссин впервые сыграл за новый клуб в матче против команды «Севилья Атлетико» (3:3) в чемпионате. По итогам сезона «Жирона» вышла в чемпионат Испании, а Буну появлялся на поле в 21 матче. 23 октября 2017 года он провёл свой первый матч в чемпионате Испании против команды «Депортиво Ла-Корунья» (2:1). После этого матча марокканец закрепился в стартовом составе клуба, выиграв конкуренцию у Горки Ираисоса.
Для Яссина Буну сезон Ла Лиги 2020/21 стал действительно чем-то выдающимся. Он в том сезоне забил гол, автогол, отдал голевую передачу и в 15 матчах отстоял ворота на «ноль» (рекорд в карьере). Так, в матче 12 тура против мадридского «Реала» после удара Винисиуса, забил мяч в собственные ворота (автогол). Гол же забил на 94-й минуте Яссин забил в ворота «Вальядолида» в игре 28-го тура. А в матче 36-го тура против «Мальорки» Буну на 84-й минуте ударом от ворот сделал голевую передачу Юссефу Эн-Несери.

## Карьера в сборной
Буну имел право играть за сборную Канады или Марокко, но решил представлять последнюю. Яссин вошёл в состав сборной до 20 лет в турнире в Тулоне, появившись на поле в одном матче. Он также вошёл в состав сборной Марокко на Олимпийские игры в Лондоне, но был сменщиком Мохамеда Амсифа, а сборная покинула турнир по итогам группового этапа.
14 августа 2013 года Буну был вызван в главную сборную на товарищеский матч против Буркина-Фасо (1:2). В её составе вратарь дебютировал на следующий день, отыграв весь второй тайм в матче.
С момента прихода в сборную Эрве Ренара в начале 2016 года он стал вторым вратарем команды после Мунира Мохамеди. В составе сборной был участником Кубка африканских наций 2017 в Габоне, однако ни разу не вышел на поле. В мае 2018 года Буну был включён в заявку команды на чемпионат мира в России. На Кубок африканских наций 2019 года он приехал в статусе основного вратаря, сохранив ворота сухими в матчах против Намибии и Кот-д’Ивуара и выйдя в 1/8 финала.
10 ноября 2022 года был включён в официальную заявку сборной Марокко для участия в матчах чемпионата мира 2022 года в Катаре. На групповой стадии Буну пропустил один мяч в двух играх против Хорватии (0:0) и Канады (2:1). В матче 1/8 финала против Испании Буну не пропустил в основное и дополнительное время, а в серии пенальти отбил два удара испанцев, ещё один удар пришёлся в штангу, и марокканцы выиграли серию пенальти 3:0 и впервые в истории вышли в 1/4 финала чемпионата мира. Буну был признан лучшим игроком матча. Буну стал вторым в истории вратарём, не пропустившим ни одного мяча в серии послематчевых пенальти на чемпионатах мира (первым был вратарь сборной Украины Александр Шовковский на чемпионате мира 2006 года). В четвертьфинале против сборной Португалии (1:0) Буну вновь отыграл «на ноль» и помог марокканцам стать первой африканской командой, вышедшей в полуфинал чемпионата мира. Победный мяч забил партнёр Буну по «Севилье» Юссеф Эн-Несири. Буну вновь был признан лучшим игроком матча.

## Статистика выступлений
| Выступление       | Выступление      | Выступление      | Чемпионат | Чемпионат | Кубки | Кубки | Еврокубки | Еврокубки | Прочие | Прочие | Итого | Итого |
| Клуб              | Лига             | Сезон            | Игры      | Голы      | Игры  | Голы  | Игры      | Голы      | Игры   | Голы   | Игры  | Голы  |
| ----------------- | ---------------- | ---------------- | --------- | --------- | ----- | ----- | --------- | --------- | ------ | ------ | ----- | ----- |
| Видад             | Ботола Про       | 2011/12          | 8         | −7        | 0     | 0     | 1         | −1        | 0      | 0      | 9     | -8    |
| Видад             | Итого            | Итого            | 8         | −7        | 0     | 0     | 1         | −1        | 0      | 0      | 9     | -8    |
| Атлетико Мадрид B | Второй дивизион  | → 2012/13        | 24        | −30       | 0     | 0     | 0         | 0         | 0      | 0      | 24    | -30   |
| Атлетико Мадрид B | Второй дивизион  | → 2013/14        | 23        | −30       | 0     | 0     | 0         | 0         | 0      | 0      | 23    | -30   |
| Атлетико Мадрид B | Итого            | Итого            | 47        | −60       | 0     | 0     | 0         | 0         | 0      | 0      | 47    | -60   |
| Реал Сарагоса     | Сегунда          | → 2014/15        | 16        | −21       | 0     | 0     | 0         | 0         | 3      | −4     | 19    | -25   |
| Реал Сарагоса     | Сегунда          | → 2015/16        | 19        | −17       | 0     | 0     | 0         | 0         | 0      | 0      | 19    | -17   |
| Реал Сарагоса     | Итого            | Итого            | 35        | −38       | 0     | 0     | 0         | 0         | 3      | −4     | 38    | -42   |
| Жирона            | Сегунда          | 2016/17          | 21        | −24       | 0     | 0     | 0         | 0         | 0      | 0      | 21    | -24   |
| Жирона            | Примера          | 2017/18          | 30        | −46       | 1     | −2    | 0         | 0         | 0      | 0      | 31    | -48   |
| Жирона            | Примера          | 2018/19          | 32        | −43       | 0     | 0     | 0         | 0         | 0      | 0      | 32    | -43   |
| Жирона            | Итого            | Итого            | 83        | −113      | 1     | −2    | 0         | 0         | 0      | 0      | 84    | -115  |
| Севилья           | Примера          | → 2019/20        | 6         | −3        | 2     | 0     | 10        | −6        | 0      | 0      | 18    | -9    |
| Севилья           | Примера          | 2020/21          | 33        | −28       | 6     | 0     | 6         | −8        | 0      | 0      | 45    | -36   |
| Севилья           | Примера          | 2021/22          | 31        | −24       | 0     | 0     | 10        | −9        | 0      | 0      | 41    | -33   |
| Севилья           | Примера          | 2022/23          | 25        | −41       | 1     | −2    | 10        | −17       | 0      | 0      | 36    | -60   |
| Севилья           | Итого            | Итого            | 95        | −96       | 9     | −2    | 36        | −40       | 0      | 0      | 140   | -138  |
| Всего за карьеру  | Всего за карьеру | Всего за карьеру | 268       | −314      | 10    | −4    | 37        | −41       | 3      | −4     | 318   | -363  |

## Достижения

### Командные
«Севилья»
- Победитель Лиги Европы УЕФА (2): 2019/20, 2022/23

«Аль-Хиляль»
- Чемпион Саудовской Аравии: 2023/24

### Личные
- Обладатель трофея Саморы: 2021/22[23]
- Вошёл в символическую сборную Ла Лиги: 2021/22[24]
- Входит в состав символической сборной Лиги Европы (2): 2019/20[25], 2022/23[26]
- Офицер Ордена Трона (2022)[27]